# Intha

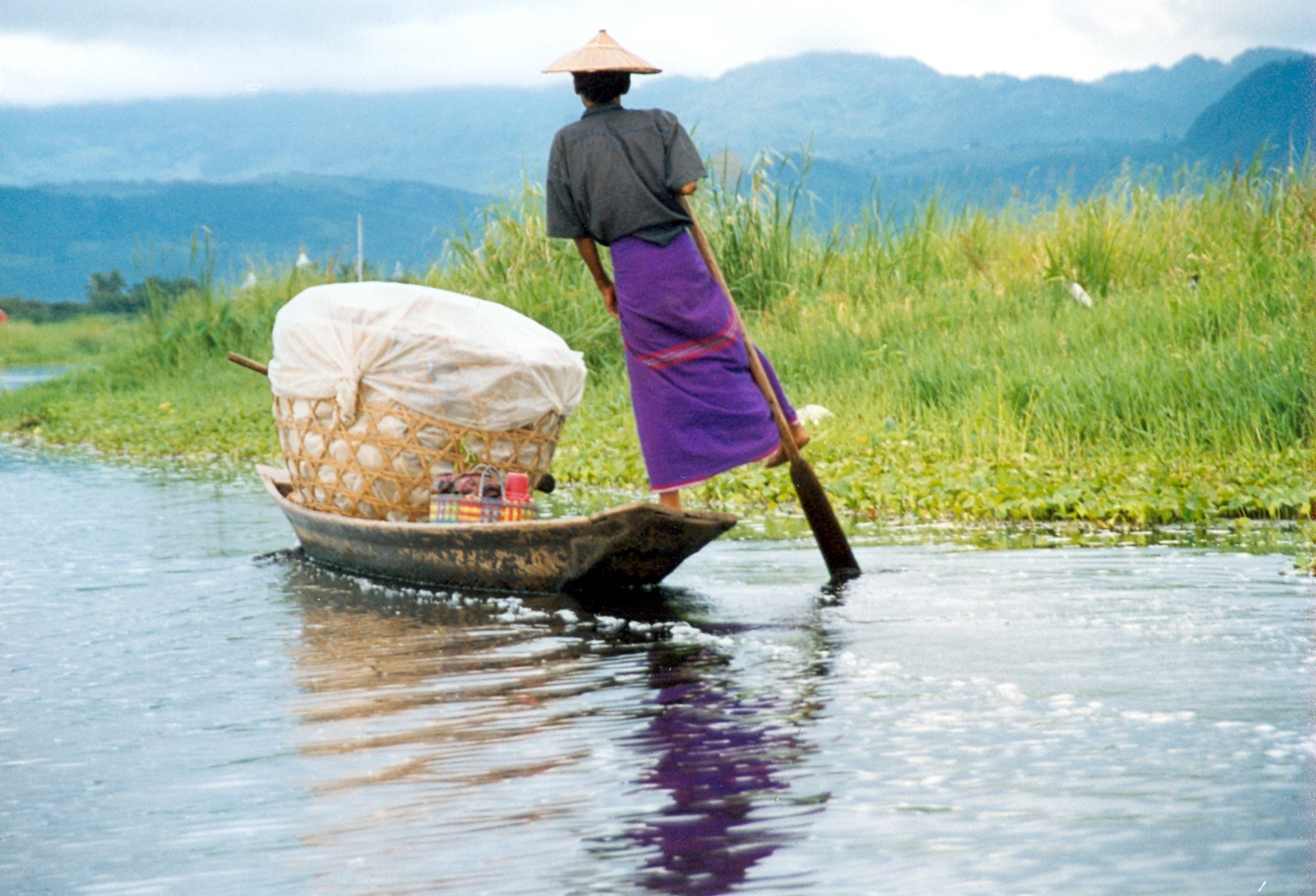
beenroeier

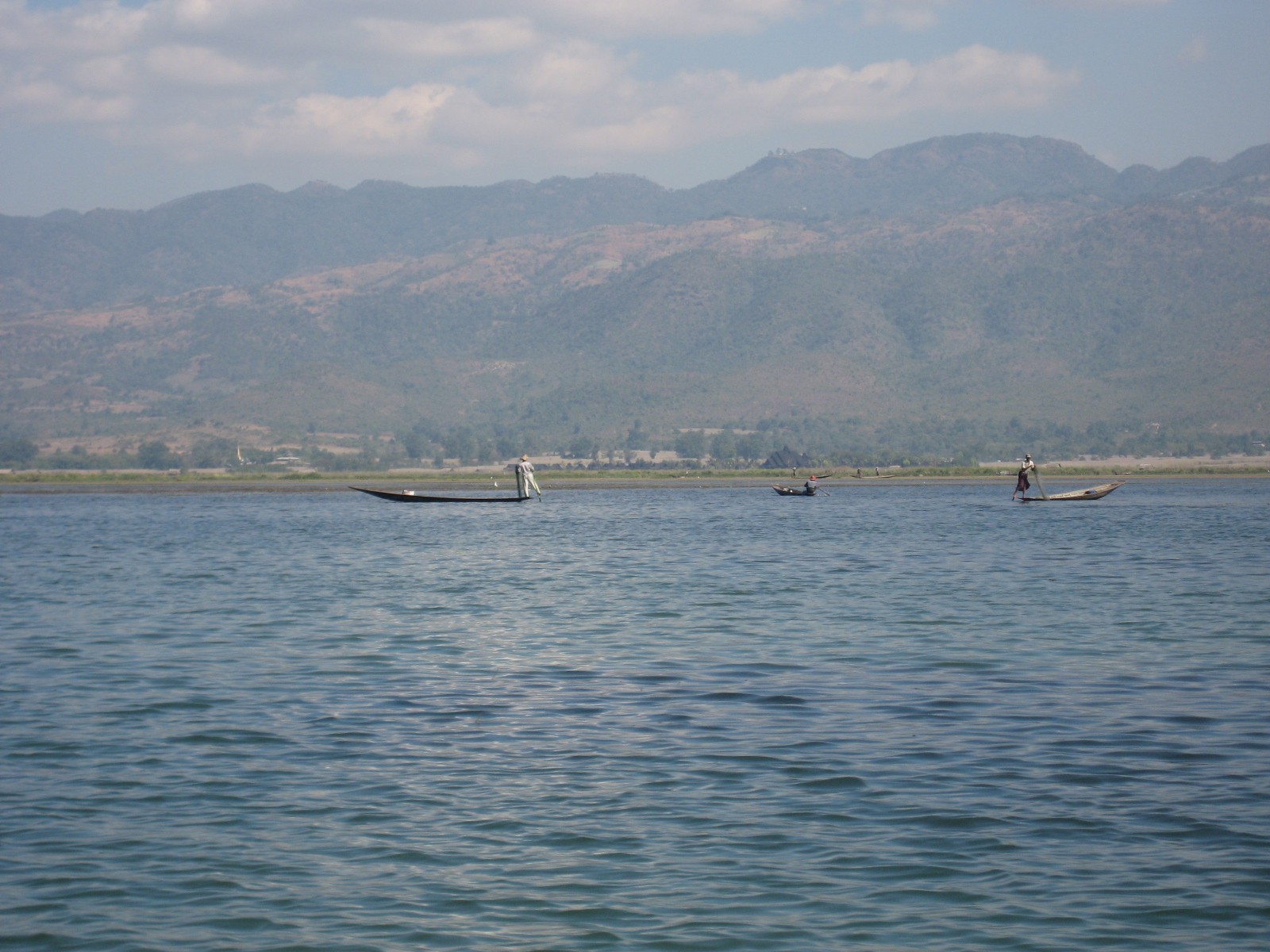
Het Inlemeer met de beenroeiende Intha's vormt een belangrijke toeristische attractie in Myanmar

De Intha (Birmaans: အင်းသားလူမျိုး; ang: sa: lu. mrui:; [ínðá lùmjóʊ]; "zonen van het meer") zijn leden van een Tibeto-Birmaanse etnische groep die leeft rond het Inlemeer in Myanmar. Zij spreken een archaïsch dialect van het Birmaans en aangenomen wordt dat ze uit de streek rond Dawei afkomstig zijn. Zij leven vaak op het Inlemeer en leven van het telen van groente in drijvende tuinen, waarbij ze grotendeels zelfvoorzienend zijn. Daarnaast staan de Intha's bekend om hun beenroeitechniek. Het zijn veelal traditionele boeddhisten die leven in simpele huizen op palen van hout en geweven bamboe.
Ongeveer 70.000 Intha's wonen in vier steden rondom het meer, in een van de vele kleine dorpen langs de oevers en op het meer zelf. Het hele meer vormt bestuurlijk gezien onderdeel van de gemeente Nyaung Shwe. De bevolking rondom het meer bestaat naast Intha uit andere Shan, Taungyo, Pa-O (Taungthu), Danu, Kayah, Danaw en Bamar. 
Op het meer wordt traditioneel gevaren met kleine boten of iets grotere boten met buitenboordmotoren. De lokale vissers staan bekend om hun specifieke manier van roeien, waarbijze met een voet op de boot staan en met het andere de peddel aanduwen. Deze unieke roeistijl ontstond als gevolg van het feit dat het meer bedekt is met riet en drijvende planten die moeilijk kunnen worden gezien wanneer de boot zittend wordt voortbewogen. Door te staan kan de roeier over de planten heenkijken. Deze roeitechniek wordt echter alleen uitgevoerd door de mannen; vrouwen roeien de boot zittend met gekruiste benen door middel van de handen.